# 虫斑栉孔扇贝
，是莺蛤目海扇蛤科锦海扇蛤属的一种。主要分布于韩国、中国大陆、台湾，常栖息在低潮线至水深20米的浅海底。